# Vacatio legis
Vacatio legis é uma expressão latina que significa "vacância da lei", ou seja: " A Lei Vaga"; é o prazo legal que uma lei tem para entrar em vigor, ou seja, de sua publicação até o início de sua vigência. Se não for dito prazo de vacância expressamente pela lei, esse, será o prazo estabelecido na Lei de Introdução as Normas do Direito Brasileiro, que é de 45 dias, mas no Brasil, em geral, a lei entra em vigor na data de sua publicação. É dado esse prazo para que os operadores do direito tenham pleno conhecimento da lei vacante.

## Aplicação temporal da lei e a vacância
Desde os romanos que vigia o princípio da irretroatividade da lei — ou seja, nenhuma lei poderia ter seus efeitos aplicados aos fatos e atos já acontecidos. Foi no começo do século XIX que as ideias liberais procuraram salvaguardar o chamado direito adquirido.
Considera-se, ainda, que uma lei tenha vigência até o surgimento de uma lei nova; pode, ainda, ser que a lei nova venha a disciplinar um fato pela primeira vez. É neste contexto — o da aplicação da lei nova — que se insere o momento de início da vigência da lei nova, bem como para se apreciar o alcance de seus efeitos sobre os atos praticados até esse momento.

## No Brasil
No Direito brasileiro, a vacatio legis foi disciplinada pela Constituição no parágrafo único do Artigo 59, que remete o tema a ser disciplinado por diploma específico: "Lei complementar disporá sobre a elaboração, redação, alteração e consolidação das leis."
Assim, a Lei Complementar n.º 95/98, com modificações posteriores, disciplina o tema desta forma:
Art. 8.º A vigência da lei será indicada de forma expressa e de modo a contemplar prazo razoável para que dela se tenha amplo conhecimento, reservada a cláusula "entra em vigor na data de sua publicação" para as leis de pequena repercussão.
§ 1.º A contagem do prazo para entrada em vigor das leis que estabeleçam período de vacância far-se-á com a inclusão da data da publicação e do último dia do prazo, entrando em vigor no dia subsequente à sua consumação integral. (Parágrafo incluído pela Lei Complementar n.º 107, de 26.4.2001)
§ 2.º As leis que estabeleçam período de vacância deverão utilizar a cláusula ‘esta lei entra em vigor após decorridos (o número de) dias de sua publicação oficial’.(Parágrafo incluído pela Lei Complementar n.º 107, de 26.4.2001)
O prazo da vacatio legis tende a ser maior ou menor de acordo com a complexidade da norma. O Código Civil de 2002, por exemplo, teve uma vacatio legis de 365 dias, só entrando em vigor no ano de 2003.

## Em Portugal
Em Portugal, os actos legislativos entram em vigor na data neles indicada.
Quando o diploma não fixa a data de entrada em vigor, esta tem lugar no 5.º dia após a sua publicação no Diário da República.
O prazo conta-se a partir da disponibilização do Diário da República em que o acto é publicado no respectivo sítio da Internet gerido pela Imprensa Nacional-Casa da Moeda.

### Para Portugal
- Artigo 2.º da Lei n.º 74/98, de 11 de Novembro, alterada pelas Leis n.ºs 2/2005, de 24 de Janeiro, 26/2006, de 30 de Junho, e 42/2007, de 24 de Agosto (com republicação).